# Йонут Таран
Йонут Таран (рум. Ionuţ Ţăran; 8 квітня 1987, м. Топліца, Румунія) — румунський саночник, який виступає в санному спорті, здебільшого в парному розряді, на професіональному рівні з 2000 року. Дебютував в національній команді, як учасник зимових Олімпійських ігор в 2006 році (18 місце), а в 2010 році досяг 17 місця в парному розряді. Такі ж скромні результати  на світових форумах саночників. В парному розряді виступає разом з саночником Косміном Четрою з 2000 року.